# Elizabeth Herbert (Philanthropin)

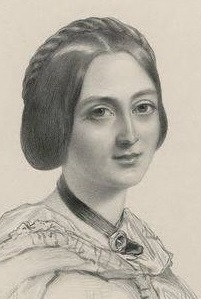
Elizabeth Herbert, Porträt aus den 1850er Jahren

Elizabeth Herbert, geboren als Mary Elizabeth Ashe à Court (* 21. Juli 1822 vermutlich in Heytesbury, Wiltshire; † 30. Oktober 1911 in Belgravia, London), war eine Angehörige der hohen viktorianischen Gesellschaft und einflussreiche Philanthropin. Ab 1846 war sie die Ehefrau des britischen Politikers Sidney Herbert. Durch dessen Nobilitierung 1861 erhielt sie den Höflichkeitstitel Baroness Herbert of Lea (den sie jedoch selbst nicht verwendete). Nach dem frühen Tod ihres Mannes kurz darauf konvertierte sie zum Katholizismus und wurde als Wohltäterin und Autorin christlicher Bücher zu einer wichtigen Förderin ihres neuen Glaubens in Großbritannien.

## Familie
Elizabeth Ashe à Court entstammte einer anglikanischen Gentry-Familie aus Heytesbury in Wiltshire, deren Mitglieder im 18. Jahrhundert durch Mitgliedschaft im Parlament und Dienst im Militär einen gewissen Einfluss erlangt hatten. Ihr Vater war der Armeeoffizier Charles Ashe à Court(-Repington), jüngerer Sohn von Sir William Pierce Ashe à Court, 1. Baronet. Ihre Mutter, Mary Elizabeth Gibbs, entstammte einer in Neapel-Sizilien lebenden britischen Familie mit Plantagenbesitzungen in Westindien. Elizabeths Bruder Charles Henry saß später auch im Parlament. Sein Sohn war der Kriegsberichterstatter Charles à Court Repington. Der Diplomat Lord Heytesbury war ihr Onkel väterlicherseits.

## Ehe mit Sidney Herbert
Am 12. August 1846 heiratete Elizabeth im Alter von 24 Jahren den zwölf Jahre älteren Politiker Sidney Herbert, zweiter Sohn des Earl of Pembroke. Sidney Herbert war Mitglied der hochadligen Familie Herbert; wie Elizabeth stammte er aus dem südlichen Wiltshire und kannte sie daher schon seit ihrer Kindheit. Zum Zeitpunkt der Eheschließung war er bereits ein mächtiger Politiker, der seit über einem Jahrzehnt dem Unterhaus angehörte und als Staatssekretär bereits Mitglied des konservativen Regierungskabinetts unter Peel gewesen war.
Das Paar gehörte der hohen Londoner Gesellschaft an; zu Elizabeth Herberts Freundinnen zählten etwa Lady Canning und die spätere Lady Dufferin, beides einflussreiche Ehefrauen von Vizekönigen von Indien. Elizabeth unterstützte die Arbeit ihres Mannes – so erledigte sie den Großteil der Sekretariatsarbeiten – und vertrat auch dessen politische Positionen, wie den Wechsel zur wirtschaftsliberalen Peelite-Fraktion. Zusammen  mit ihrem Mann war sie während des Krimkriegs  eine der wichtigsten Unterstützer von Florence Nightingale und deren Reform der Krankenpflege. Das Paar hatte Nightingale bereits während der Hochzeitsreise nach Rom im Winter 1847/48 kennengelernt und war mit ihr seitdem privat eng befreundet.
Die Herberts zeichneten sich weithin durch Wohltätigkeit aus und förderten zahlreiche karitative Projekte zur Bekämpfung von Armut und Krankheit, nicht nur in der gemeinsamen Heimatregion Wiltshire.
Gemeinsam mit William Ewart Gladstone, ebenfalls ein enger Freund, unterstützte man das Clewer House of Mercy bei Windsor, eine anglikanisch geprägte Hilfseinrichtung für arbeitslose Hausdienerinnen, um deren Abrutschen in die Kriminalität oder Prostitution zu verhindern. Gemeinsam mit Lord Ashley schufen die Herberts 1849/50 den Female Emigration Fund zur Unterstützung armer Frauen (in erster Linie arbeitslose Näherinnen) bei der Auswanderung in die Kolonien und arbeiteten dabei mit Caroline Chisholm zusammen.
Anfang 1861 wurde Sidney Herbert für seine Verdienste zum Baron Herbert of Lea ernannt. Er starb aber bereits einige Monate später im Alter von nur 50 Jahren an Nephritis und wurde in der von ihm finanzierten Kirche  St Mary and St Nicholas in Wilton bestattet. Lady Herbert wurde damit im Alter von 39 Jahren zur Witwe mit Verantwortung für ihre sieben Kinder.

## Konversion zum Katholizismus
Bald nach der Eheschließung hatte Elizabeth Herbert den anglikanischen Erzdiakon Henry Edward Manning, einen alten Schulfreund ihres Mannes, kennengelernt. Er begeisterte die bisher wenig religiöse Elizabeth für den christlichen Glauben, brachte ihr die anglokatholische Oxford-Bewegung näher und wurde für sie schnell zum wichtigen geistlichen Ratgeber. 1851 konvertierte Manning, wie auch weitere einflussreiche anglikanische Theologen, zur römisch-katholischen Kirche. In einer Zeit, in der die römische Kirche vom Großteil der britischen Gesellschaft noch als Feind des Landes betrachtet wurde, war dies ein skandalöses Verhalten. Die Herberts brachen den Kontakt zu Manning ab; für Elizabeth ein schwerer Schritt. Sie konnte Mannings Gründe für seine Konversion nachvollziehen und begann somit selbst am Anglikanismus zu zweifeln. Ihr Mann zeigte dafür wenig Verständnis – jede Annäherung an den Katholizismus wäre für ihn politischer Selbstmord gewesen –, so dass Elizabeth das Thema zu seinen Lebzeiten nicht mehr erwähnte.
Nach dem Tod ihres Mannes reiste sie während der Trauerzeit zuerst nach Südfrankreich und anschließend weiter nach Rom, wo sie ihren alten Freund Manning um Rat ersuchte. Sie lebte längere Zeit in Rom, und es kamen Gerüchte auf, dass sie zum Katholizismus übertreten wolle. Die Familie ihres Mannes drohte daraufhin, ihr das Sorgerecht für ihre Kinder zu entziehen. Ihr ältester Sohn war nach dem Tod seines Onkels neuer Earl of Pembroke und damit nominelles Familienoberhaupt geworden, weshalb aus Sicht der Herberts ein Glaubenswechsel unter allen Umständen verhindert werden musste.
Nach langer Abwägung entschied sich Elizabeth Herbert schließlich für den katholischen Glauben und konvertierte am 5. Januar 1866 in Palermo. Wie zu erwarten gewesen war, brachen ihre bisherigen Freunde, darunter Gladstone, nach diesem Schritt den Kontakt ab. Ihre Kinder wurden größtenteils ihrem Einfluss entzogen, lediglich die älteste Tochter übernahm den Glauben der Mutter.
Nach ihrer Rückkehr nach England Mitte 1866 riet ihr Manning, inzwischen Erzbischof, die von Pater Herbert Vaughan kurz zuvor gegründete Missionsgesellschaft vom hl. Joseph von Mill Hill (im Norden Londons) zu unterstützen. Zwischen Vaughan und Lady Herbert entwickelte sich bald eine enge geistliche Freundschaft. In der Folgezeit wurde Elizabeth Herbert zur wichtigsten Unterstützerin der jungen Missionsgesellschaft und förderte diese auch mit gewaltigen Geldsummen. Daneben gründete und finanzierte sie ein Mädchen-Waisenhaus in Salisbury, das von den Barmherzigen Schwestern geleitet wurde. Später sammelte sie Gelder für den Bau der Westminster Cathedral, deren Grundstein 1895 von Kardinal Vaughan gelegt wurde. Aufgrund solcher Wohltätigkeiten wurde sie als Lady Lightening und The Mother of the Mill bezeichnet.
Auch als Schriftstellerin war Elizabeth Herbert erfolgreich; sie verfasste zahlreiche katholisch geprägte Bücher. Neben erbaulicher Literatur handelte es sich dabei um Berichte von ihren Reisen: Zusätzlich zu einem jährlichen Besuch Roms bereiste sie unter anderem das Heilige Land, Spanien, Nordafrika, die Westindischen Inseln und 1888 die Vereinigten Staaten, wo ihr Sohn Michael Henry als Diplomat tätig war. Hier versuchte sie, die Afroamerikaner der Südstaaten vom Katholizismus zu überzeugen, und förderte den Bau eines Waisenhauses in Baltimore. Erfolgreiche Bücher trugen die Titel Impressions of Spain (1866), Cradle Lands (1867), Wives and Mothers of the Olden Time (1871) und Wayside Tales (1880). Das autobiografische Werk How I Came Home (1894) erzählt die Geschichte ihrer eigenen Konversion. Daneben übersetzte sie zahlreiche christliche Werke aus dem Französischen ins Englische, etwa Viten von St. Monika, St. Giovanni Battista de Rossi, Bischof Dupanloup, García Moreno und Bischof de Mérode.
Lady Herbert starb am 30. Oktober 1911 nach längerer Krankheit im Alter von 89 Jahren in ihrem Anwesen Herbert House in London. Die Beerdigungszeremonie (Requiem) fand am 3. November in der Westminster Cathedral statt und wurde von Erzbischof Bourne geleitet. Sie wurde im St Joseph's College in Mill Hill nahe dem Grab von Kardinal Vaughan bestattet; ihr Epitaph trägt die Inschrift The Mother of the Mill.
Als literarische Figur ist Elizabeth Herbert in verschiedenen Werken ihrer Zeit verewigt: Als  Lady St Jerome tritt sie in Benjamin Disraelis Roman Lothair (1870) auf, als Lady Chiselhurst in  William Hurrell Mallocks Roman The Old Order Changes (1886).

## Nachkommen
Elisabeth und Sidney Herbert hatten sieben Kinder:
1. Mary Catherine (1849–1935), folgte als einziges Kind dem Glauben der Mutter und konvertierte ebenfalls zum Katholizismus, ⚭ Friedrich von Hügel
2. George Robert Charles (1850–1895), nach dem Tod des Vaters der 2. Baron Herbert of Lea und nach dem Tod des Onkels der 13. Earl of Pembroke
3. Elizabeth Maud (1851–1933), ⚭ Hubert Parry
4. Sidney (1853–1913), Mitglied des Parlaments; nach dem Tod des Bruders 14. Earl of Pembroke
5. William Reginald (1854–1870), starb beim Untergang der HMS Captain
6. Michael Henry (1857–1904), Diplomat, Botschafter in den Vereinigten Staaten
7. Constance Gwladys (1859–1917), ⚭ 1.) St George Lowther, 4. Earl of Lonsdale, ⚭ 2.) Frederick Robinson, the Earl de Grey